# Plurinationale Lovgivende Forsamling
Den Plurinationale Lovgivende Forsamling (spansk: Asamblea Legislativa Plurinacional) er det nationale parlament i Bolivia. Det er ligesom Bolivias regering hjemmehørende i landets hovedstad La Paz.
Parlamentet har to kamre: underhuset Cámara de Diputados (Deputeretkammeret) og overhuset Cámara de Senadores (Senatet). Bolivias vicepræsident fungerer som parlamentets formand. Hvert hus vælger en formand, første og anden viceformand, og tre eller fire sekretærer (for henholdsvis senatet og deputeretkammeret). Begge huse behandler lovgivningen i et antal stående udvalg.
Senatet har 36 pladser. Hvert af Bolivias ni departementer vælger fire senatorer ved forholdstalsvalg med D'Hondts metode. Fra 1985 til 2009 havde senatet 27 sæder: tre pr. departement. To fra det parti eller valgforbund som fik flest stemmer, og en fra det med næstflest stemmer.
Senatorer vælges på partilister for femårige valgperioder, og man skal mindst være 35 år for at kunne blive valgt.
Deputeretkammeret har 130 pladser. 70 deputerede vælges i enkeltmandskredse. 7 af de 70 kredse er for den indfødte befolkning og landarbejdere og vælges efter deres traditionelle regler, kaldet usos y costumbres. De øvrige 60 pladser er tillægsmandater som vælges med forholdstalsvalg i hvert departement. Deputerede vælges også for femårige valgperioder og skal være fyldt 25 år på valgdagen. Partilister skal bestå af skiftevis mænd og kvinder, og i enkeltmandskredsene er alle kandidater forpligtet til at stille op sammen med stedfortræderkandidat af det modsatte køn. Mindst 50 % af de deputerede fra enkeltmandskredsene skal være kvinder.
Der bliver ikke anholdt separate valg til senatet eller for de deputerede som vælges efter forholdstal (tillægsmandaterne). I stedet bliver de fordelt efter partiernes stemmetal til præsidentvalgene. De deputerede i enkeltmandskredse bliver valgt ved selvstændige valg i hver kreds.
Parlamentet hed tidligere Congreso Nacional (Nationalkongressen).